# Nordische Junioren-Skiweltmeisterschaften 1992
Die 15. Nordischen Junioren-Skiweltmeisterschaften 1992 fanden vom 18. bis zum 23. März 1992 im finnischen Vuokatti statt.

## Skilanglauf Junioren

### 10 km Klassisch
| Platz | Sportler            | Land             | Zeit (min) |
| ----- | ------------------- | ---------------- | ---------- |
| 1     | Mathias Fredriksson | Schweden         | 25:11,9    |
| 2     | Thomas Alsgaard     | Norwegen         | 25:45,7    |
| 3     | Ryszard Łabaj       | Polen            | 25:47,4    |
| 4     | Anders Aukland      | Norwegen         | 25:52,2    |
| 5     | Daniel Gideonsson   | Schweden         | 25:56,2    |
| 6     | Jan Pogorzelski     | Polen            | 26:06,6    |
| 7     | Stanislav Řezáč     | Tschechoslowakei | 26:07,1    |
| 8     | Morgan Göransson    | Schweden         | 26:11,0    |
| 9     | Pavel Chlum         | Tschechoslowakei | 26:16,1    |
| 10    | Pierre Mignerey     | Frankreich       | 26:17,9    |
| 14    | Andreas Schlütter   | Deutschland      | 26:26,9    |
| 16    | Dirk Meusel         | Deutschland      | 26:34,5    |
| 17    | Beat Koch           | Schweiz          | 26:36,7    |
| 19    | Gerhard Urain       | Österreich       | 26:41,1    |
| 20    | Christian Malsahn   | Deutschland      | 26:41,2    |
| 21    | Sebastian Kleiner   | Deutschland      | 26:41,5    |
| 35    | Klaus Truppe        | Österreich       | 27:27,9    |
| 42    | Reto Bachmann       | Schweiz          | 27:44,4    |
| 43    | Koni Schwarz        | Schweiz          | 27:45,7    |
| 47    | Patrick Mächler     | Schweiz          | 28:10,7    |

Datum: 18. März 1992
 Es waren 77 Athleten am Start.

### 30 km Freistil
| Platz | Sportler               | Land             | Zeit (min) |
| ----- | ---------------------- | ---------------- | ---------- |
| 1     | Mathias Fredriksson    | Schweden         | 1:19:15,7  |
| 2     | Giorgio Di Centa       | Italien          | 1:20:15,1  |
| 3     | Stanislav Ježík        | Tschechoslowakei | 1:21:11,4  |
| 4     | Cristian Zorzi         | Italien          | 1:21:24,3  |
| 5     | Thomas Alsgaard        | Norwegen         | 1:21:26,2  |
| 6     | Rainhold Schwienbacher | Italien          | 1:22:00,1  |
| 7     | Sergei Tschernych      | GUS              | 1:23:04,7  |
| 8     | Andreas Schlütter      | Deutschland      | 1:23:26,1  |
| 9     | Mike Greiner           | Deutschland      | 1:24:10,1  |
| 10    | Morgan Göransson       | Schweden         | 1:24:27,6  |
| 11    | Patrick Mächler        | Schweiz          | 1:24:32,3  |
| 19    | Koni Schwarz           | Schweiz          | 1:26:08,3  |
| 24    | Patrick Rölli          | Schweiz          | 1:26:36,6  |
| 28    | Gerhard Urain          | Österreich       | 1:27:33,1  |
| 33    | Sebastian Kleiner      | Deutschland      | 1:28:09,0  |
| 39    | Klaus Truppe           | Österreich       | 1:29:29,3  |
| 46    | Dirk Meusel            | Deutschland      | 1:32:31,1  |

Datum: 22. März 1992
 Es waren 68 Athleten am Start.

### 4 × 10 km Staffelrennen
| Platz | Sportler                                                              | Mannschaft | Zeit (std) |
| ----- | --------------------------------------------------------------------- | ---------- | ---------- |
| 1     | Daniel Gideonsson John Vikman Morgan Göransson Mathias Fredriksson    | Schweden   | 1:54:30,2  |
| 2     | Lasse Pylväs Mika Viitala Kim Mustonen Aki Partanen                   | Finnland   | 1:56:46,2  |
| 3     | Fabio Agostino Reinhold Schwienbacher Giorgio Di Centa Cristian Zorzi | Italien    | 1:57:04,1  |
| 9     | Beat Koch Reto Bachmann Koni Schwarz Patrick Mächler                  | Schweiz    | 2:00:19,0  |

Datum: 20. März 1992

## Skilanglauf Juniorinnen

### 5 km Klassisch
| Platz | Sportler            | Land             | Zeit (min) |
| ----- | ------------------- | ---------------- | ---------- |
| 1     | Kateřina Neumannová | Tschechoslowakei | 14:39,3    |
| 2     | Bente Martinsen     | Norwegen         | 14:49,8    |
| 3     | Karin Säterkvist    | Schweden         | 14:56,3    |
| 4     | Tatjana Podmaso     | GUS              | 14:57,2    |
| 5     | Cecilie Mjøen       | Norwegen         | 14:57,9    |
| 6     | Sara Hugg           | Schweden         | 15:02,2    |
| 7     | Annika Asklund      | Schweden         | 15:03,3    |
| 8     | Martina Vondrová    | Tschechoslowakei | 15:04,0    |
| 9     | Katrin Apel         | Deutschland      | 15:04,9    |
| 10    | Iveta Zelingerová   | Tschechoslowakei | 15:12,7    |
| 12    | Steffi Kindt        | Deutschland      | 15:14,7    |
| 15    | Anke Schulze        | Deutschland      | 15:28,5    |
| 18    | Manuela Henkel      | Deutschland      | 15:31,7    |
| 22    | Lucia Ptacek        | Österreich       | 15:39,7    |
| 26    | Jasmin Baumann      | Schweiz          | 15:55,2    |
| 28    | Beatrice Schranz    | Schweiz          | 16:00,0    |
| 30    | Elvira Knecht       | Schweiz          | 16:01,8    |
| 31    | Annemarie Bösch     | Schweiz          | 16:05,3    |
| 39    | Gudrun Pflüger      | Österreich       | 16:22,6    |

Datum: 18. März 1992
 Es waren 57 Läuferinnen am Start.

### 15 km Freistil
| Platz | Sportler            | Land             | Zeit (min) |
| ----- | ------------------- | ---------------- | ---------- |
| 1     | Olga Korneewa       | GUS              | 38:31,6    |
| 2     | Anke Schulze        | Deutschland      | 38:43,0    |
| 3     | Iveta Zelingerová   | Tschechoslowakei | 39:04,7    |
| 4     | Katrin Apel         | Deutschland      | 39:22,6    |
| 5     | Cecilie Mjøen       | Norwegen         | 39:23,5    |
| 6     | Sabina Valbusa      | Italien          | 39:28,2    |
| 7     | Sara Hugg           | Schweden         | 39:38,1    |
| 8     | Elvira Knecht       | Schweiz          | 39:44,8    |
| 9     | Karin Säterkvist    | Schweden         | 39:45,7    |
| 10    | Kateřina Neumannová | Tschechoslowakei | 39:48,6    |
| 12    | Gudrun Pflüger      | Österreich       | 39:54,6    |
| 13    | Constanze Blum      | Deutschland      | 39:55,6    |
| 22    | Aita Rauch          | Schweiz          | 40:51,2    |
| 26    | Beatrice Schranz    | Schweiz          | 41:08,6    |
| 36    | Steffi Kindt        | Deutschland      | 41:54,5    |
| 38    | Lucia Ptacek        | Österreich       | 42:39,7    |
| 40    | Jasmin Baumann      | Schweiz          | 43:02,5    |

Datum: 22. März 1992
 Es waren 56 Läuferinnen am Start.

### 4 × 5 km Staffelrennen
| Platz | Sportler                                                                      | Mannschaft       | Zeit (std) |
| ----- | ----------------------------------------------------------------------------- | ---------------- | ---------- |
| 1     | Satu Salonen Marianne Hyvärinen Johanna Lindholm Ahlstrand Ann-Mary Weckström | Finnland         | 1:03:26,3  |
| 2     | Martina Vondrová Kateřina Neumannová Lucie Chroustovská Iveta Zelingerová     | Tschechoslowakei | 1:03:49,9  |
| 3     | Annika Asklund Sara Hugg Elin Ek Karin Säterkvist                             | Schweden         | 1:04:04,2  |
| 9     | Beatrice Schranz Jasmin Baumann Aita Rauch Elvira Knecht                      | Schweiz          | 1:07:38,7  |

Datum: 20. März 1992

## Nordische Kombination Junioren

### Gundersen (Normalschanze K 90/10 km)
| Platz | Sportler        | Land             | Zeit (min) |
| ----- | --------------- | ---------------- | ---------- |
| 1     | Halldor Skard   | Norwegen         | 29:40,3    |
| 2     | Teemu Summanen  | Finnland         | 29:40,7    |
| 3     | Jens Deimel     | Deutschland      | 30:43,5    |
| 4     | Milan Kučera    | Tschechoslowakei | 31:08,9    |
| 5     | Jarmo Miettinen | Finnland         | 32:08,3    |
| 6     | Glenn Skram     | Norwegen         | 32:19,0    |
| 14    | Marco Zarucchi  | Schweiz          | 33:28,0    |
| 38    | Peter Windhofer | Schweiz          | 37:15,6    |
| 40    | Martin Rychen   | Schweiz          | 38:04,0    |
| 44    | Armin Krügel    | Schweiz          | 39:15,2    |

Datum: 19. März 1992

### Mannschaft (Normalschanze K90/3 × 10 km)
| Platz | Sportler                                   | Land |
| ----- | ------------------------------------------ | ---- |
| 1     | Glenn Skram Thomas Vesteraas Halldor Skard | NOR  |
| 2     | Jens Deimel Christian Dold Christoph Bauer | GER  |
| 3     | Jerome Ziglioli Etienne Gouy Frédéric Baud | FRA  |

Datum: 22. März 1992

## Skispringen Junioren

### Normalschanze
| Platz | Sportler         | Land |
| ----- | ---------------- | ---- |
| 1     | Toni Nieminen    | FIN  |
| 2     | Sylvain Freiholz | SUI  |
| 3     | Martin Höllwarth | AUT  |

Datum: 21. März 1992

### Mannschaftsspringen Normalschanze
| Platz | Sportler                                                  | Land |
| ----- | --------------------------------------------------------- | ---- |
| 1     | Jani Salo Olli Happonen Janne Väätäinen Toni Nieminen     | FIN  |
| 2     | Jørgen Halvorsen Bengt Heiestad Knut Müller Lasse Ottesen | NOR  |
| 3     | Rico Meinel Timo Wangler Ronny Hornschuh Sven Hannawald   | GER  |

Datum: 21. März 1992

## Nationenwertung
| Platz | Land             | Gold | Silber | Bronze | Gesamt |
| ----- | ---------------- | ---- | ------ | ------ | ------ |
| 1     | Finnland         | 3    | 2      | 0      | 5      |
| 2     | Schweden         | 3    | 0      | 2      | 5      |
| 3     | Norwegen         | 2    | 3      | 0      | 5      |
| 4     | Tschechoslowakei | 1    | 1      | 2      | 4      |
| 5     | GUS              | 1    | 0      | 0      | 1      |
| 6     | Deutschland      | 0    | 2      | 2      | 4      |
| 7     | Italien          | 0    | 1      | 1      | 2      |
| 8     | Schweiz          | 0    | 1      | 0      | 1      |
| 9     | Frankreich       | 0    | 0      | 1      | 1      |
| 9     | Österreich       | 0    | 0      | 1      | 1      |
| 9     | Polen            | 0    | 0      | 1      | 1      |